# Fundusz Zdolni
Fundusz Zdolni – polskie stowarzyszenie, mające za cel pomoc w rozwoju zainteresowań dzieciom uzdolnionym naukowo, plastycznie lub muzycznie. Przez wiele lat stowarzyszenie działało pod nazwą Krajowy Fundusz na rzecz Dzieci (KFnrD).

## Historia
Fundusz został założony 30 maja 1981 przez Jana Szczepańskiego i Ryszarda Rakowskiego przy współpracy lekarzy i nauczycieli akademickich. Od 2006 roku Fundusz Zdolni jest organizacją pożytku publicznego.
Fundusz zaangażowany jest w organizację ogólnopolskich warsztatów dla swoich stypendystów w instytutach naukowych i szkołach wyższych oraz obozów naukowych, jest również organizatorem polskiego etapu Konkursu Prac Młodych Naukowców Unii Europejskiej (ang. European Union Contest for Young Scientists). Od 2009 dyrektorką biura i sekretarzem Funduszu była Maria Mach.
6 czerwca 2009, podczas uroczystego koncertu z okazji 25-lecia Programu Pomocy Wybitnie Zdolnym, Ryszard Rakowski został odznaczony przez Prezydenta RP Krzyżem Oficerskim Orderu Odrodzenia Polski.
W 2020, po zmianach organizacyjnych, utworzono Radę Funduszu z Janem Madeyem jako przewodniczącym, natomiast prezesem zarządu została Maria Mach.

## Program
Corocznie Fundusz wybiera grono stypendystów na podstawie dostarczonych przez wnioskodawców (uczeń, szkoła, rodzice) dowodów zainteresowań akademickich, takich jak prace własne, opracowania, lista przeczytanych książek akademickich, czy szczegółowy opis zainteresowań. Oceny szkolne nie są przy tym brane pod uwagę. Zawsze ważnym czynnikiem jest uczestnictwo i sukcesy w konkursach i olimpiadach przedmiotowych, ale nie jest on decydujący. 
Stypendyści Funduszu nie otrzymują żadnych pieniędzy w formie gotówki, którą można by swobodnie wydawać. Mogą za to uczestniczyć bezpłatnie w warsztatach i obozach naukowych, trwających tydzień lub dwa, przy czym dodatkowo zwracana jest całość kosztów transportu poniesionych przez stypendystę. Spośród instytutów najaktywniej uczestniczących w organizacji tych zajęć znajdują się m.in.
- Instytut Chemii Organicznej PAN,
- Wydział Matematyki i Informatyki oraz Centrum Astronomiczne UMK,
- Instytut Fizyki PAN,
- Interdyscyplinarne Centrum Modelowania, Wydział Chemii, Wydział Matematyki, Informatyki i Mechaniki, Wydział Fizyki oraz Obserwatorium Astronomiczne UW,

a także wydziały humanistyczne i artystyczne czy Akademie Muzyczne. Fundusz organizuje także koncerty stypendystów muzycznych (m.in. na Zamku Królewskim, w Podchorążówce w Łazienkach Królewskich) i wystawy prac plastycznych.
Rokrocznie stypendyści Funduszu, którzy w danym roku ukończyli szkołę średnią, mają możliwość wziąć udział w obozie naukowym organizowanym przez stowarzyszenie naukowe Collegium Invisibile. Projekt ten zapoznaje uczestników z pracą naukową, a wielu uczestników występuje później o przyjęcie do Collegium.
Najważniejszym wydarzeniem jest ogólny obóz naukowy w Serocku (dawniej – w Świdrze, a przed rokiem 2000 odbywał się w Jadwisinie), trwający około 10 dni multidyscyplinarny zjazd stypendystów z różnych dziedzin (matematyka, fizyka, chemia, biologia, historia, filologia, muzyka, plastyka itd.). Od rana do późnego wieczoru odbywają się wykłady i warsztaty prowadzone przez naukowców, spotkania z intelektualistami, a także zajęcia sportowe.
W trakcie wakacji letnich stypendyści Funduszu mają możliwość wziąć udział w międzynarodowych obozach naukowych, takich jak:
- Research Science Institute(inne języki)[2] – obóz badawczy, odbywający się na uczelniach Massachusetts Institute of Technology i Caltech w USA,
- European Space Camp(inne języki)[3] – obóz astronomiczny, mający miejsce w wyrzutni rakiet na Lofotach w Norwegii,
- Warsztaty badawcze[4] na Uniwersytecie w Getyndze w Niemczech,
- Międzynarodowe Forum Młodych Naukowców w Londynie (LIYSF)[5] w Wielkiej Brytanii.

Fundusz Zdolni jest uczestnikiem dyskusji o zmianach w systemie edukacyjnym w Polsce, ze szczególnym naciskiem na kształcenie dzieci uzdolnionych. 
Prace stypendystów były publikowane w następujących periodykach:
- „Biuletyn Prac Stypendystów Krajowego Funduszu na rzecz Dzieci”. 1988–2000, rocznik.
- „Szkice Humanistyczne”. 2000–2007, rocznik.
- „Hedone”. 1992–2001, nieregularnie.

## Rada i Zarząd
Po zmianach statutowych w 2020 utworzono Radę Funduszu, w skład której wchodzą:
- Konrad Banaszek – Wydział Fizyki Uniwersytetu Warszawskiego, dawny stypendysta Funduszu
- Edwin Bendyk – prezes Fundacji im. Batorego
- Barbara Bibik – Katedra Filologii Klasycznej Uniwersytetu Mikołaja Kopernika
- Marcin Braun – dawny stypendysta Funduszu
- Małgorzata Grzegorzewska(inne języki) – Instytut Anglistyki Uniwersytetu Warszawskiego
- Wawrzyniec Kofta – nauczyciel biologii w LO im. Władysława IV w Warszawie, dawny stypendysta Funduszu
- Zofia Lipkowska – Instytut Chemii Organicznej PAN
- Jan Madey (przewodniczący) – Instytut Informatyki UW, pełnomocnik Rektora UW, ds. edukacji multimedialnej
- Zbigniew Marciniak – Instytut Matematyki Uniwersytetu Warszawskiego
- Michał Mizera – Akademia Teatralna w Warszawie, dawny stypendysta Funduszu
- Andrzej Sękowski – kierownik Katedry Psychologii Różnic Indywidualnych KUL, wiceprzewodniczący Polskiego Towarzystwa Psychologicznego
- Janusz Siedlecki(inne języki) – Narodowy Instytut Onkologii
- Przemysław Tomalski – Instytut Psychologii PAN, dawny stypendysta Funduszu

Trzyosobowy zarząd tworzą:
- Maria Mach – Prezes Zarządu
- Agnieszka Imbierowicz-Grabowska
- Marek Puwalski

## Integracja absolwentów
19 grudnia 2015 na Wydziale Fizyki UW odbył się Zjazd Absolwentów Krajowego Funduszu na rzecz Dzieci. Zgromadził on ok. 300 dawnych stypendystów - zarówno w wieku studenckim jak i korzystających z programu pomocy wybitnie zdolnym jeszcze w pierwszej połowie lat 80. (np. Łukasz Łuczaj). W trakcie zjazdu część stypendystów przedstawiła wyniki badań, które prowadzi, opowiedziała o swojej pracy lub zainteresowaniach. Zaprezentowano także losy dawnych stypendystów pod postacią danych statystycznych, które zostały opracowane przy okazji odszukiwania kontaktów do nich.
W trakcie zjazdu powołano także stowarzyszenie zrzeszające dawnych stypendystów. Przyjęło ono ostatecznie nazwę „Dzieci Funduszu” i zostało zarejestrowano w 2016. Jego prezesem został Błażej Osiński, doktorant Instytutu Informatyki UW (w skład władz wszedł m.in. Adrian Langer, zaś w późniejszym okresie także Daniel Wójcik). Od tego czasu Stowarzyszenie regularnie organizuje spotkania towarzyskie i warsztatowe (ok. 4-5 rocznie). Kolejny ogólnopolski zjazd odbył się na FUW i w Centralnej Bibliotece Rolniczej 1 lipca 2018.